# Columna de fraccionamiento

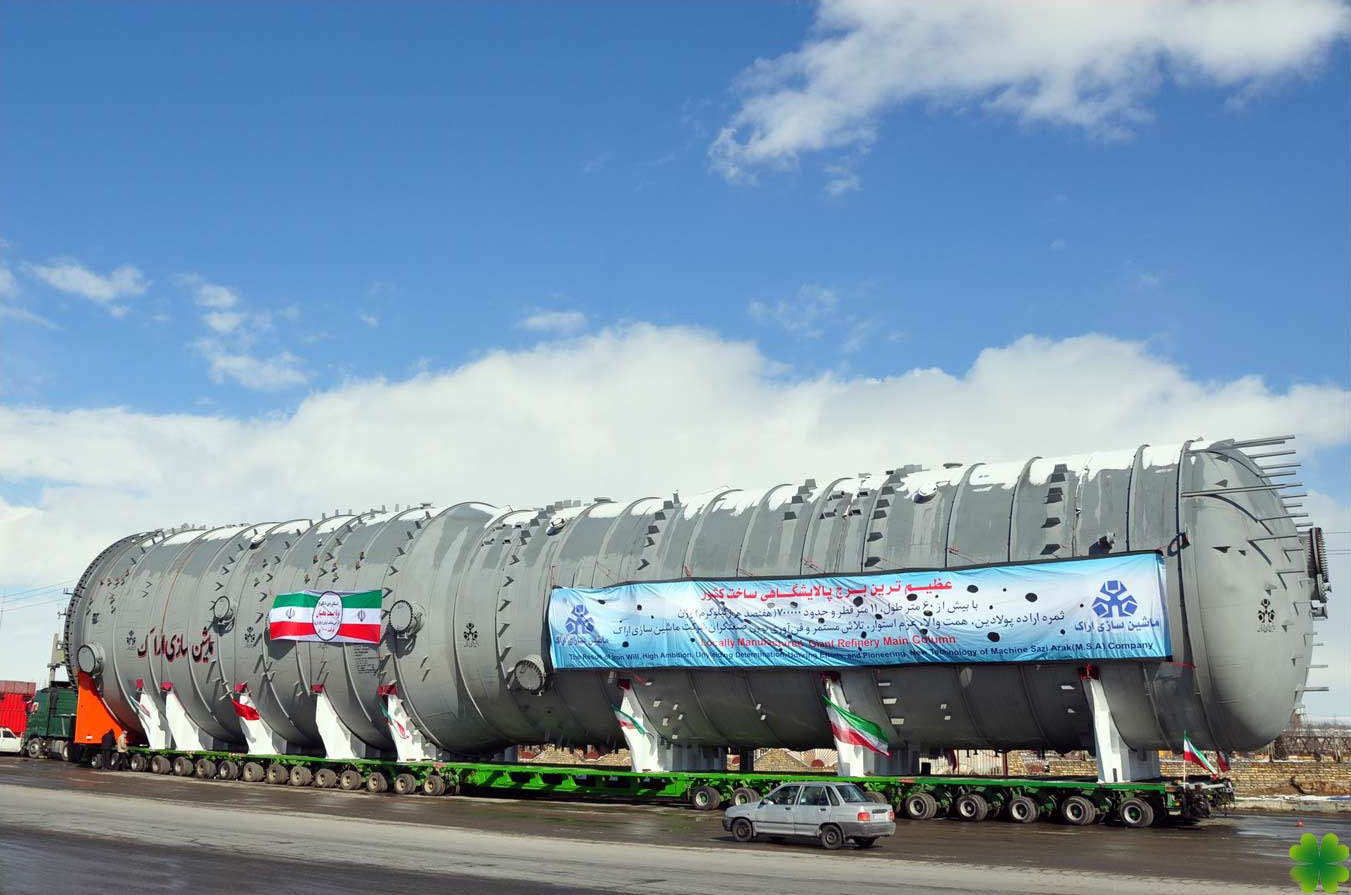
Una columna de fraccionamiento manofacturada por Machine Sazi Arak (MSA)

Una columna de fraccionamiento es un elemento esencial utilizado en la destilación de mezclas líquidas para separar la mezcla en sus partes componentes o fracciones, en función de las diferencias en las volatilidades. Las columnas de fraccionamiento se utilizan en destilaciones de laboratorio a pequeña escala, así como para destilaciones industriales a gran escala. 

## Columnas de fraccionamiento de laboratorio

Figura 1: Aparato de destilación fraccionada que utiliza un condensador Liebig

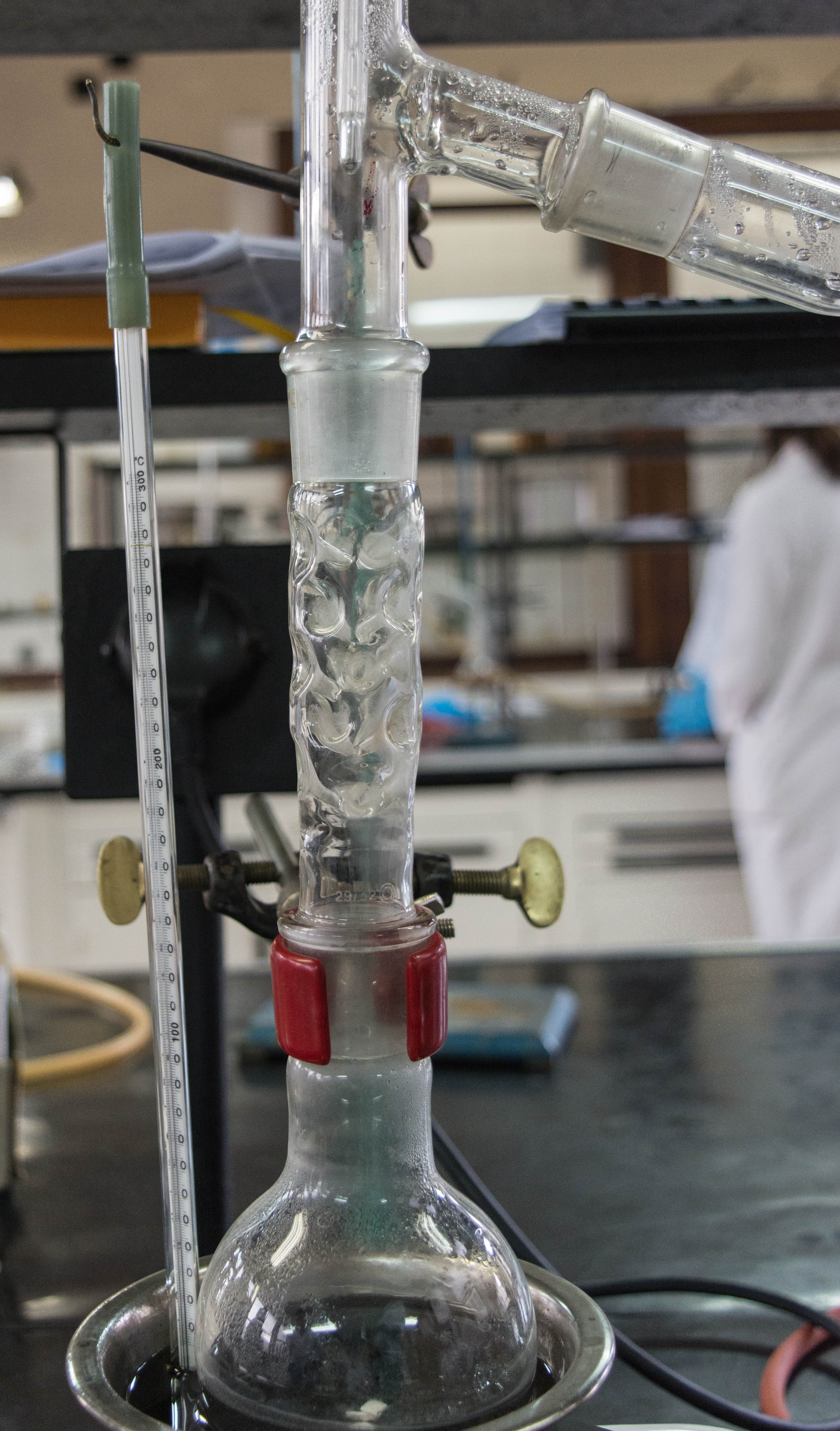
Columna vigreux en una instalación de laboratorio

Una columna de fraccionamiento de laboratorio es una pieza de vidrio que se utiliza para separar mezclas vaporizadas de compuestos líquidos con una volatilidad cercana. También puede llamarse una columna fraccionaria. Lo más comúnmente usado es una columna Vigreux o una columna recta llena de cuentas de vidrio o piezas metálicas como anillos Raschig. Las columnas de fraccionamiento ayudan a separar la mezcla ayudando a los vapores mixtos a enfriarse, condensarse y vaporizarse nuevamente de acuerdo con la ley de Raoult. Con cada ciclo de evaporación y condensación, los vapores se enriquecen en un determinado componente. Una mayor superficie permite más ciclos, mejorando la separación.  Esta es la razón para una columna Vigreux o una columna de fraccionamiento empaquetado. La destilación con banda giratoria logra el mismo resultado al usar una banda giratoria dentro de la columna para forzar el ascenso de los vapores y la condensación descendente en contacto cercano, logrando el equilibrio más rápidamente. 
En una destilación fraccionada típica, una mezcla líquida se calienta en el matraz de destilación y el vapor resultante sube por la columna de fraccionamiento (ver Figura 1). El vapor se condensa en espolones de vidrio (conocidos como bandejas o placas) dentro de la columna, y regresa al matraz de destilación, a reflujo del vapor de destilado en aumento. La bandeja más caliente está en la parte inferior de la columna y la bandeja más fría está en la parte superior. En condiciones de estado estable, el vapor y el líquido en cada bandeja alcanzan un equilibrio. Solo el vapor más volátil permanece en forma de gas hasta la parte superior, donde luego puede proceder a través de un condensador, que enfría el vapor hasta que se condensa en un destilado líquido. La separación puede mejorarse mediante la adición de más bandejas (a una limitación práctica de calor, flujo, etc.). 

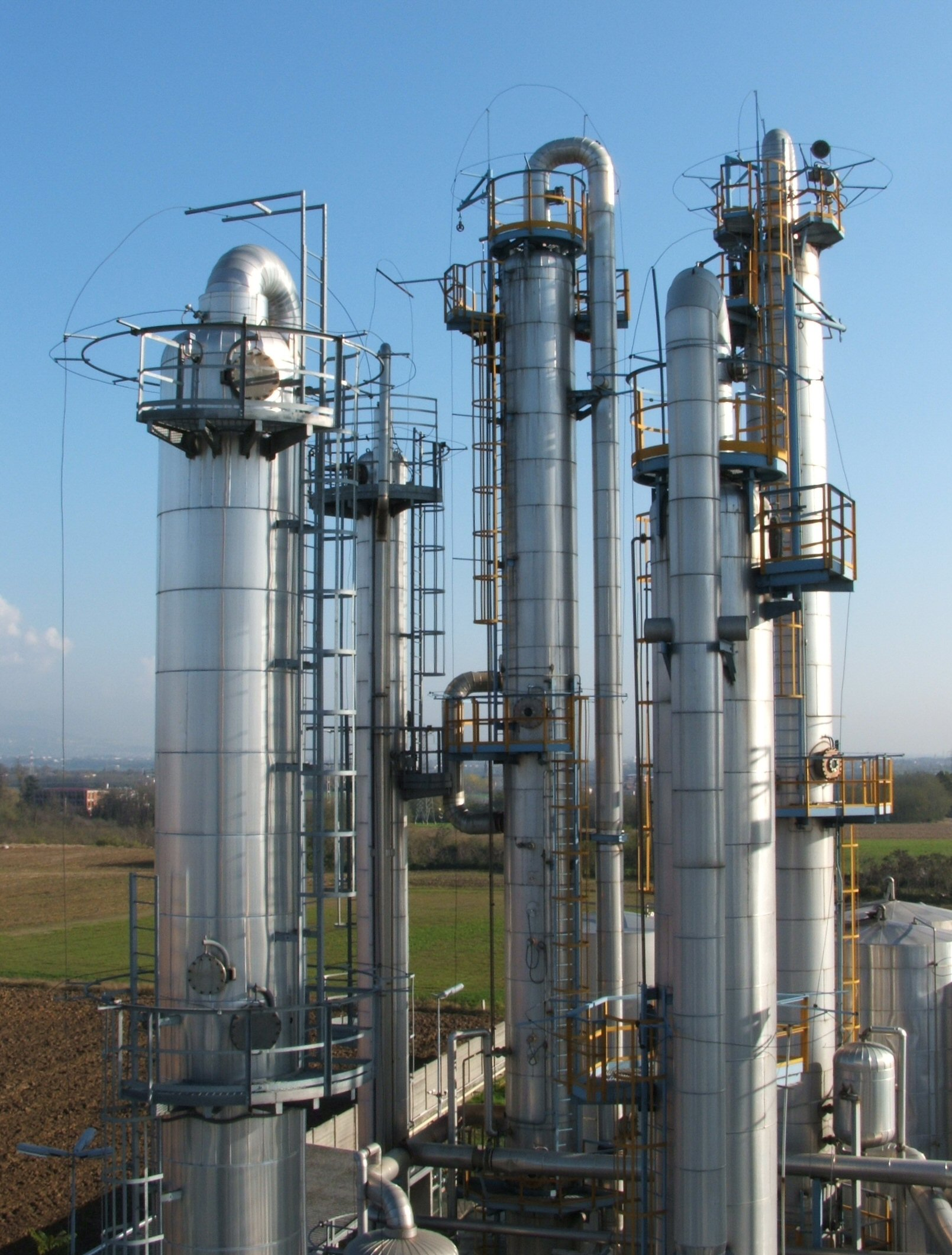
Figura 2: Columnas de fraccionamiento industriales típicas.

## Columnas de fraccionamiento industrial
La  destilación fraccionada es una de las operaciones unitarias de la ingeniería química. Las columnas de fraccionamiento son ampliamente utilizadas en las industrias de procesos químicos donde se deben destilar grandes cantidades de líquidos. Tales industrias son el procesamiento de petróleo, la producción petroquímica, el procesamiento de gas natural, el procesamiento de alquitrán de hulla, la elaboración de cerveza, la separación de aire licuado y la producción de solventes de hidrocarburos e industrias similares, pero encuentra su aplicación más amplia en las refinerías de petróleo. En tales refinerías, la materia prima del petróleo crudo es una mezcla compleja, de varios componentes que debe separarse, y no se esperan rendimientos de compuestos químicos puros, solo grupos de compuestos dentro de un rango relativamente pequeño de puntos de ebullición, también llamados fracciones. Ese es el origen del nombre de destilación fraccionada o fraccionamiento. A menudo no vale la pena separar los componentes de estas fracciones en función de los requisitos del producto y la economía. 
La destilación es uno de los procesos de separación más comunes e intensivos en energía. La efectividad de la separación depende de la altura y el diámetro de la columna, la relación entre la altura de la columna y el diámetro, y el material que comprende la propia columna de destilación. En una planta química típica, representa aproximadamente el 40% del consumo total de energía. La destilación industrial se realiza típicamente en grandes columnas cilíndricas verticales (como se muestra en la Figura 2) conocidas como "torres de destilación" o "columnas de destilación" con diámetros que oscilan entre aproximadamente 65 centímetros y 6 metros y alturas que van desde aproximadamente 6 metros hasta 60 metros o Más. 

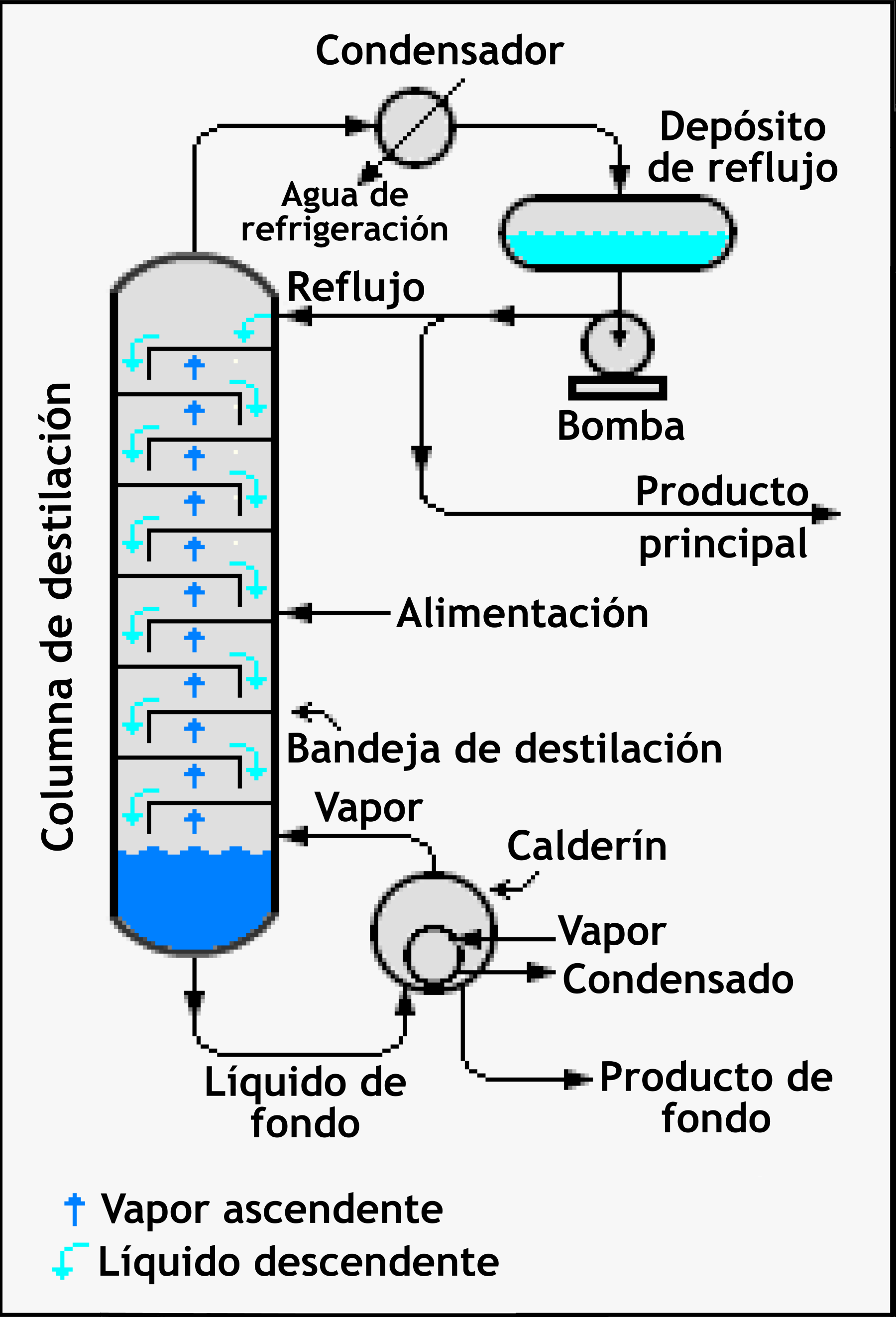
Figura 3: Esquema de ingeniería química de una columna de fraccionamiento continuo

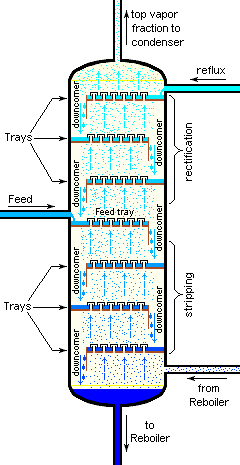
Figura 4: Esquema de ingeniería química de bandejas típicas de tapa de burbuja en una columna de fraccionamiento

Las torres de destilación industrial usualmente se operan en un estado estacionario continuo. A menos que se vea afectado por los cambios en la alimentación, el calor, la temperatura ambiente o la condensación, la cantidad de alimentación que se agrega normalmente es igual a la cantidad de producto que se elimina. 
La cantidad de calor que ingresa a la columna desde el hervidor y con la alimentación debe ser igual a la cantidad de calor eliminada por el condensador superior y con los productos. El calor que ingresa a la columna de destilación es un parámetro operativo crucial, la adición de calor excesivo o insuficiente a la columna puede provocar la formación de espuma, llanto, arrastre o inundación. 
La Figura 3 representa una columna de fraccionamiento industrial que separa una corriente de alimentación en una fracción de destilado y una fracción de fondos. Sin embargo, muchas columnas de fraccionamiento industrial tienen salidas a intervalos hasta la columna, de modo que varios productos que tienen diferentes rangos de ebullición pueden retirarse de una columna que destila una corriente de alimentación de múltiples componentes. Los productos "más ligeros" con los puntos de ebullición más bajos salen de la parte superior de las columnas y los productos "más pesados" con los puntos de ebullición más altos salen de la parte inferior. 
Las columnas de fraccionamiento industrial utilizan reflujo externo para lograr una mejor separación de los productos. El reflujo se refiere a la porción del producto líquido condensado que regresa a la parte superior de la columna de fraccionamiento, como se muestra en la Figura 3. 
Dentro de la columna, el líquido de reflujo descendente proporciona enfriamiento y condensación de vapores ascendentes, lo que aumenta la eficacia de la torre de destilación. Cuanto más reflujo y/o más bandejas se proporcionen, mejor será la separación de la torre de los materiales de bajo punto de ebullición de los materiales de alto punto de ebullición. 
El diseño y el funcionamiento de una columna de fraccionamiento dependen de la composición del alimento y de la composición de los productos deseados. Dada una alimentación simple de componentes binarios, se pueden utilizar métodos analíticos como el método de McCabe-Thiele o la ecuación de Fenske. Para una alimentación de componentes múltiples, los modelos de simulación se utilizan tanto para el diseño, operación y construcción. 
Las "bandejas" o "placas" con tapa de burbuja son uno de los tipos de dispositivos físicos, que se utilizan para proporcionar un buen contacto entre el vapor ascendente y el líquido descendente dentro de una columna de fraccionamiento industrial. Tales bandejas se muestran en las figuras 4 y 5. 
La eficiencia de una bandeja o placa es típicamente menor que la de una etapa de equilibrio teóricamente eficiente al 100%. Por lo tanto, una columna de fraccionamiento casi siempre necesita más placas físicas reales que el número requerido de etapas de equilibrio vapor-líquido teóricas. 

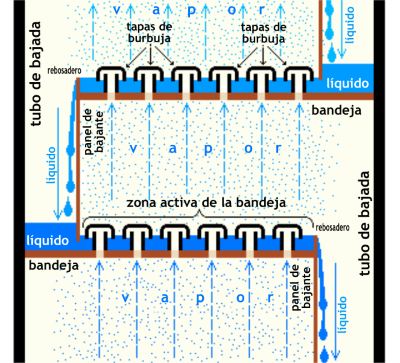
Figura 5: Sección de la torre de fraccionamiento de la Figura 4 que muestra el detalle de un par de bandejas con tapas de burbujas

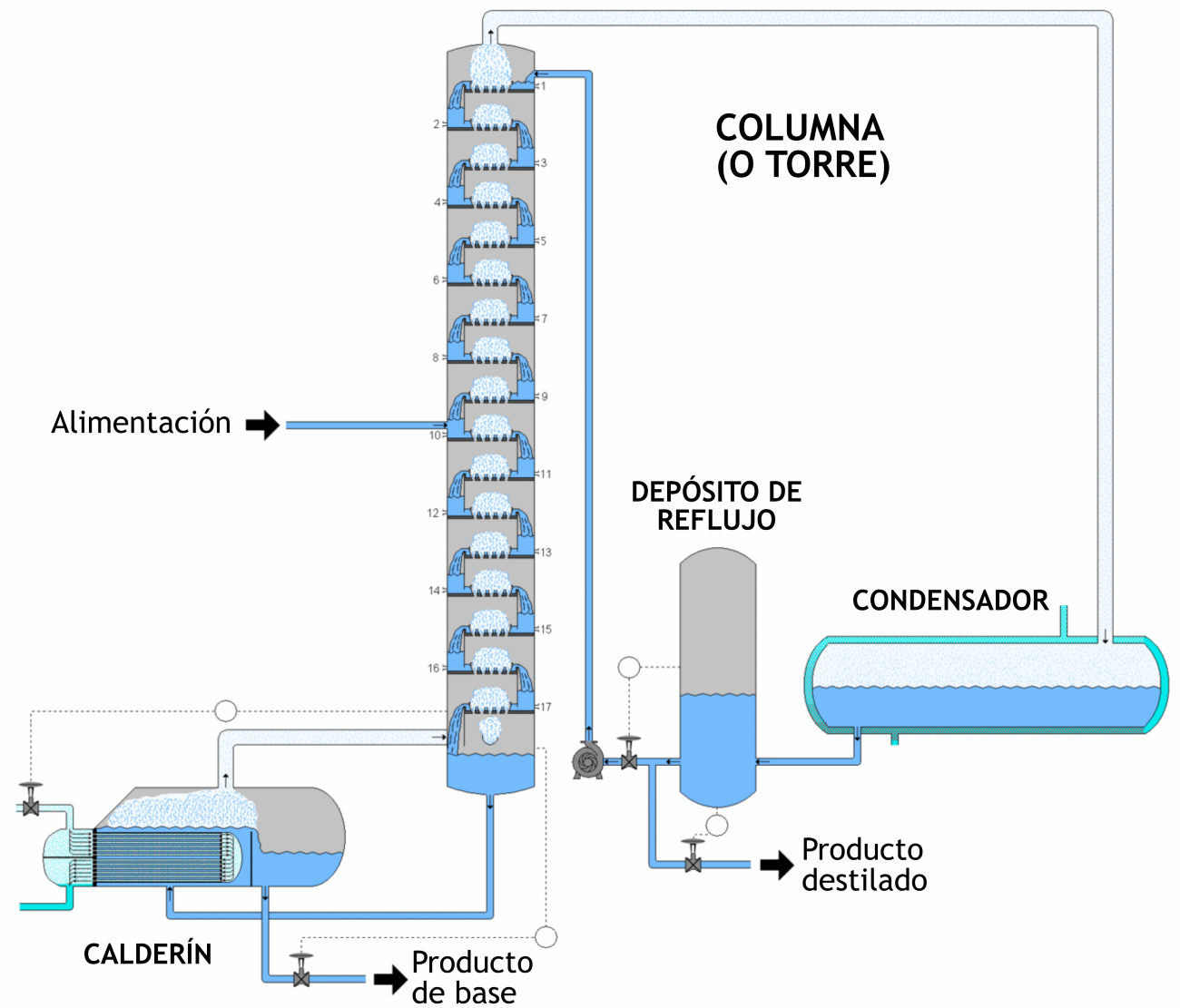
Figura 6: Vista completa de una columna de destilación

En usos industriales, a veces se usa un material de empaque en la columna en lugar de bandejas, especialmente cuando se requieren bajas caídas de presión a través de la columna, como cuando se opera bajo vacío. Este material de embalaje puede ser empaquetado al azar (1-3 pul. o 2.5-7.6 cm de ancho), como anillos Raschig o chapa metálica estructurada. Los líquidos tienden a humedecer la superficie del empaque, y los vapores pasan a través de esta superficie húmeda, donde tiene lugar la transferencia de masa. Las empaquetaduras de diferentes formas tienen diferentes áreas de superficie y espacios vacíos entre las empaquetaduras. Ambos factores afectan el rendimiento del embalaje. 

## Construcción
Las columnas de destilación industrial pueden alcanzar 80 metros de altura y más de 6,0 metros de diámetro. En las columnas de destilación, las placas, que dieron el nombre al término químico, y el empaque se utilizan como dispositivos de contacto. El empaque que llena la columna puede ser de metal, cerámica, vidrio y otros elementos de varias formas. La condensación tiene lugar en la superficie desarrollada de estos elementos.

## Aplicaciones industriales
La rectificación se conoce desde principios del siglo XIX como uno de los procesos tecnológicos más importantes, principalmente las industrias del alcohol y el petróleo. Actualmente, la rectificación se utiliza en todo el mundo en diversos campos de la tecnología química, donde la separación de componentes en una forma pura es muy importante (en la producción de síntesis orgánica, isótopos, polímeros, semiconductores y otras sustancias de alta pureza). La rectificación es un proceso de evaporación y condensación repetidas, durante la cual la mezcla inicial se divide en 2 o más componentes, y la fase de vapor se satura con componentes volátiles (de bajo punto de ebullición), y la parte líquida de la mezcla se satura con componentes volátiles pesados (de alto punto de ebullición).